# Per Eric Lindahl
Per Eric Edvard Arvid Lindahl, född 31 januari 1906 i Edsvära församling, Skaraborgs län, död 16 juni 1991 i Helga Trefaldighets församling, Uppsala, var en svensk zoolog.
Lindahl blev 1936 filosofie doktor och docent i zoologi vid Stockholms högskola och 1948 professor i zoofysiologi vid Uppsala universitet. Han blev 1949 ledamot av Vetenskapsakademien.